# Pteronymia adina
Pteronymia adina är en fjärilsart som beskrevs av William Chapman Hewitson 1854. Pteronymia adina ingår i släktet Pteronymia och familjen praktfjärilar. Inga underarter finns listade.